# Клобб, Жан-Франсуа
Жан-Франсуа Арсен Клобб (фр. Jean-François Arsène Klobb, 29 июня 1857 — 14 июля 1899) — французский военный, участник колониальных войн в Африке.

## Биография
Жан-Франсуа Клобб родился в 1857 году в коммуне Рибовилле департамента Верхний Рейн. В 1874 году вступил в Artillerie de marine, в 1880 году получил звание 2-го лейтенанта, в 1881 — 1-го лейтенанта, в 1882 — 2-го капитана. В 1885 году был назначен командующим артиллерией во Французской Гвиане и получил звание 1-го капитана.
Затем Клобб был переведён в Африку, где под руководством полковника Луи Аршинара участвовал в войне против Самори. В 1892 году Клобб стал начальником штаба Аршинара, а в 1894 стал офицером Ордена Почётного легиона. В июле 1895 года Клобб был произведён в майоры, в последующие годы отличился в войнах с туарегами. После того, как он смог защитить Томбукту, он был произведён в подполковники и назначен губернатором города.

### Центральноафриканская экспедиция
В 1898 году через Тимбукту прошла направлявшаяся к озеру Чад экспедиция Поля Вуле. Клобб отдал в состав экспедиции дополнительно 70 сенегальских стрелков и 20 спаги. В следующем году стало известно о многочисленных убийствах мирных жителей, совершаемых экспедицией, и из Франции пришёл приказ о смещении Вуле и назначении Клобба командующим экспедицией. Клобб немедленно покинул Тимбукту, взяв с собой 50 сенегальских стрелков и лейтенанта Октава Менье в качестве своего заместителя. По пути Клобб наткнулся на возрастающее сопротивление местного населения; тем временем Вуле совершил одно из крупнейших убийств во французской колониальной истории, вырезав население Бирнин-Конни.
Клобб шёл по следу экспедиции, состоящему из сожжённых деревень и растерзанных людей, повешенных женщин и зажаренных на кострах детей. 10 июля 1899 года, пройдя около 2000 км, он прибыл в Дамангару (неподалёку от Зиндера), где получил от местных жителей информацию о том, что Вуле и его люди находятся всего лишь в нескольких часах пути впереди. Клобб отправил к Вуле сержанта-африканца с двумя солдатами, чтобы передать письмо, в котором сообщалось о том, что Вуле смещён с поста руководителя экспедиции и должен немедленно вернуться на родину. Вуле на это ответил, что у него имеется 600 ружей против 50 у Клобба, и что он немедленно пустит их в ход если Клобб приблизится. Вуле и Шануэн не проинформировали своих офицеров о письме Клобба, и на следующий день отправили их в новые рейды. 13 июля было совершено последнее массовое убийство: в ответ на то, что один из жителей деревни убил двух его людей, Вуле убил 150 женщин и детей. Тем же вечером он написал второе письмо Клоббу, настаивая, чтобы тот не приближался.
Клобб не мог поверить, что другие офицеры или солдаты убьют офицера или допустят его убийство. Он не знал, что Вуле скрыл ситуацию от прочих офицеров, и двинулся навстречу Клоббу, взяв с собой из офицеров только Шануэна. На следующее утро Клобб отправился со своими людьми к Данкори, где его ждал Вуле. Увидев приближающегося офицера, Вуле приказал своим людям рассеяться, и отправил Клоббу последнее предупреждение, которое тот проигнорировал. Приказав своим людям ни в коем случае не открывать огня, Клобб, в полной униформе и с орденом Почётного легиона на груди, в одиночку направился к Вуле. Чтобы подкрепить свои предостережения, Вуле приказал двум подручным выстрелить в воздух. Когда Клобб напомнил солдатам об их долге, Вуле навёл на него пистолет и приказал стрелять. Клобб упал, раненый, продолжая приказывать своим людям не открывать огня; тут же Клобб был убит, а его люди бежали.